# 25.º Ejército (Alemania)
El 25.º Ejército (en alemán: 25. Armee) fue un ejército de campo del Heer durante la Segunda Guerra Mundial.

## Historia

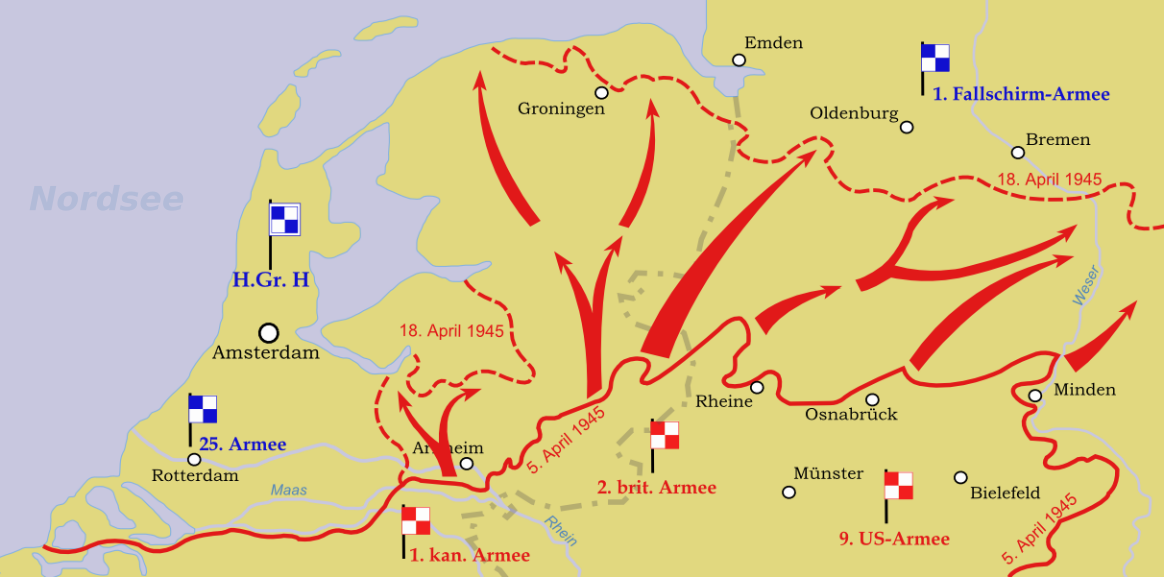
Operaciones del 21.º Grupo de Ejércitos en 1945. El 25.º Ejército está a la izquierda.

El 25.º Ejército se formó el 10 de noviembre de 1944 en los Países Bajos, a partir del estado mayor del Comandante de las Fuerzas Armadas de los Países Bajos y el Armeeabteilung Kleffel (anteriormente conocido como "Grupo Operativo Narva"). La designación como "ejército" fue una medida de engaño durante la mayor parte de la existencia del mando, ya que no hubo más de tres divisiones hasta abril de 1945, durante los últimos días de su existencia.
El 25.º Ejército mantuvo la posición más septentrional del frente alemán del Frente Occidental durante menos de seis meses a finales de 1944 y principios de 1945, con su flanco occidental en el Mar del Norte y su flanco oriental contiguo al 1.er Ejército de Paracaidistas. Con la tarea de defender la zona occidental de los Países Bajos a lo largo del río Mosa (Maas), desde el Mar del Norte hasta Arnhem, su principal oponente fue el 1.er Ejército Canadiense.

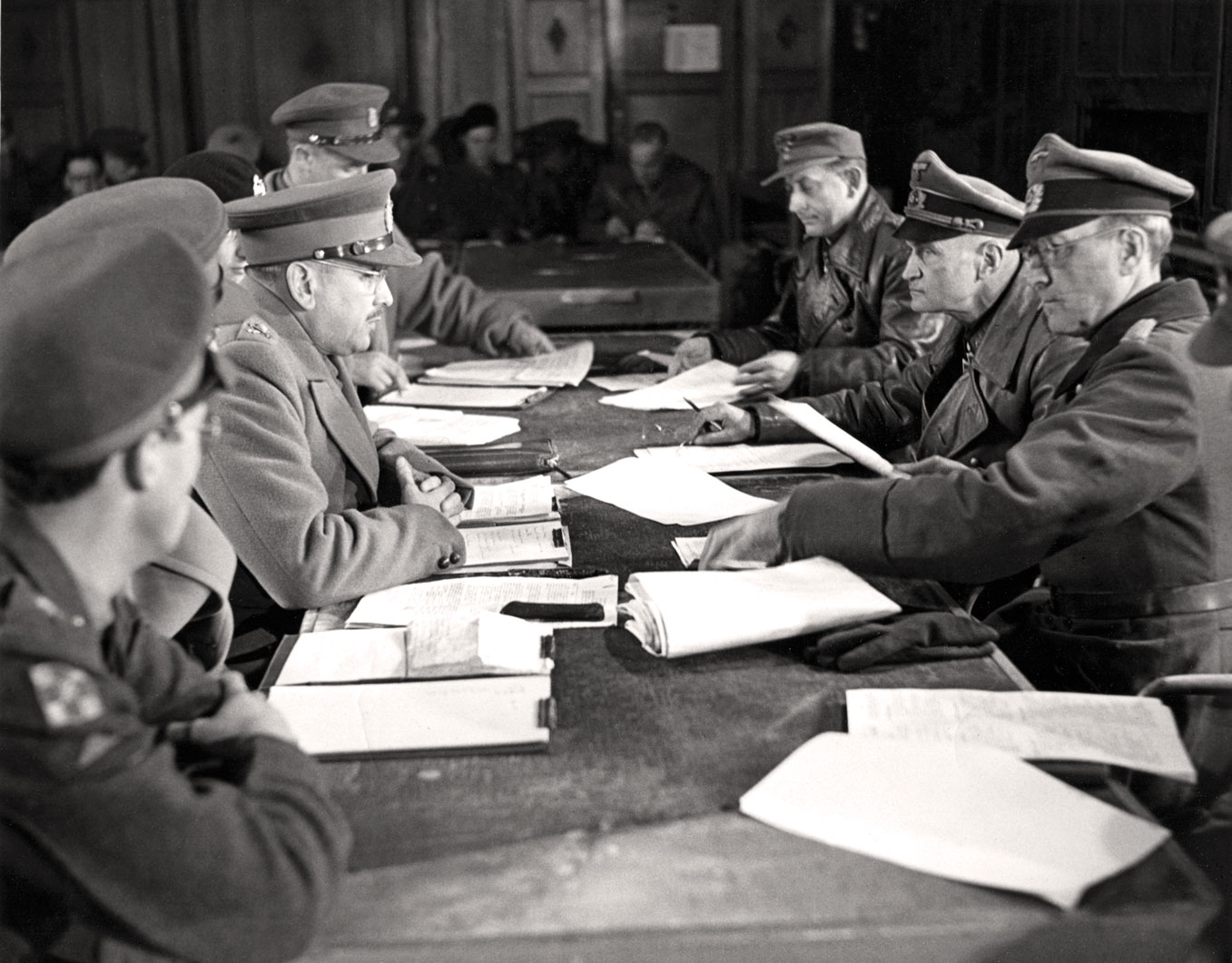
El 25.º Ejército, como Alto Mando de los Países Bajos (derecha), se rinde al I Cuerpo Canadiense el 5 de mayo de 1945.

Su primer y más antiguo comandante fue el Wehrmachtbefehlshaber Friedrich Christiansen, comandante supremo del Reichskommissariat Niederlande. Le siguió el General der Infanterie Günther Blumentritt, luego el General der Kavallerie Philipp Kleffel. Desde noviembre de 1944 hasta abril de 1945, el 25.º Ejército estuvo subordinado al Grupo de Ejércitos H y posteriormente fue transferido al Alto Mando del Noroeste (Oberbefehlshaber Nordwest).
El 7 de abril de 1945, el 25.º Ejército se convirtió en el Alto Mando de los Países Bajos (Oberbefehlshaber Niederlande), bajo el mando del Generaloberst Johannes Blaskowitz, para defender la Fortaleza Holanda (Festung Holland), el área al oeste de la Nueva Línea de flotación holandesa.
Dos días después de la rendición del Alto Mando del Noroeste al 21.º Grupo de Ejércitos Británico, el Generaloberst Blaskowitz entregó su mando al Teniente General del I Cuerpo Canadiense Charles Foulkes en Wageningen el 5 de mayo de 1945, poniendo fin efectivamente a la guerra en los Países Bajos.

## Comandantes
| Retrato | Comandante del 25.º Ejército                           | Desde                   | Hasta               | Total   |
| ------- | ------------------------------------------------------ | ----------------------- | ------------------- | ------- |
|         | General der Flieger Friedrich Christiansen (1879-1972) | 10 de noviembre de 1944 | 28 de enero de 1945 | 79 días |
|         | General der Infanterie Günther Blumentritt (1892-1967) | 29 de enero de 1945     | 28 de marzo de 1945 | 58 días |
|         | General der Kavallerie Philipp Kleffel (1887-1964)     | 28 de marzo de 1945     | 7 de abril de 1945  | 10 días |

| Retrato | Oberbefehlshaber Niederlande                  | Desde              | Hasta             | Total   |
| ------- | --------------------------------------------- | ------------------ | ----------------- | ------- |
|         | Generaloberst Johannes Blaskowitz (1883-1948) | 7 de abril de 1945 | 6 de mayo de 1945 | 29 días |